# Béla Kerékjártó
Béla Kerékjártó   (Budapest, 1 d'octubre de 1898 - Gyöngyös, 26 de juny de 1946) va ser un matemàtic hongarès.

## Vida i Obra
El seu pare era l'enginyer municipal de Újpest (avui un barri de Budapest, però aleshores un municipi independent) i va morir el 1901. Kerékjártó, va ser educat, doncs, per la seva mare. Va fer els estudis secundaris a la seva vila, mostrant gran afició i facilitat per la música i les llengües. El 1916 es va matricular a la universitat de Budapest amb la intenció de fer-se mestre. A començaments de 1920 va defensar la seva tesi doctoral i el mes de febrer li va ser concedit el grau de doctor. A continuació va estar viatjant pels centres matemàtics europeus: Viena, Berlín, Göttingen, Lausana...
El 1921 va ser nomenat professor ajudant de la universitat de Szeged, però el curs següent va anar a la universitat de Göttingen. El segon semestre de 1923 va estar a Barcelona per invitació d'Esteve Terradas, en el marc dels Cursos Monogràfics d'Alts Estudis i d'Intercanvi. Des de 1923 fins a 1925 va ser professor de la universitat de Princeton gràcies a una beca Rockefeller i el 1925 va ser nomenat professor titular de la universitat de Szeged, càrrec en el que va romandre fins al 1938 en que es va traslladar a la universitat de Budapest. Només hi va estar vuit anys, ja que el 1946 va morir inesperadament al sanatori de Mátraháza, on eren metges la seva filla i el seu gendre.
Seguint la seva voluntat, va ser enterrat en la intimitat en el cementiri del sanatori, però el 1957 les seves despulles van ser traslladades a un cementiri de Budapest, al costat de les del seu pare.
Kerékjártó va ser l'únic matemàtic hongarès que es va dedicar exclusivament a l'estudi de la topologia: Va publicar una setantena d'articles i el primer volum d'una gran monografia sobre el tema. El 1923 va demostrar un teorema que resol el problema de l'equivalència topològica de les superfícies compactes i no compactes.